# Cleristoriu

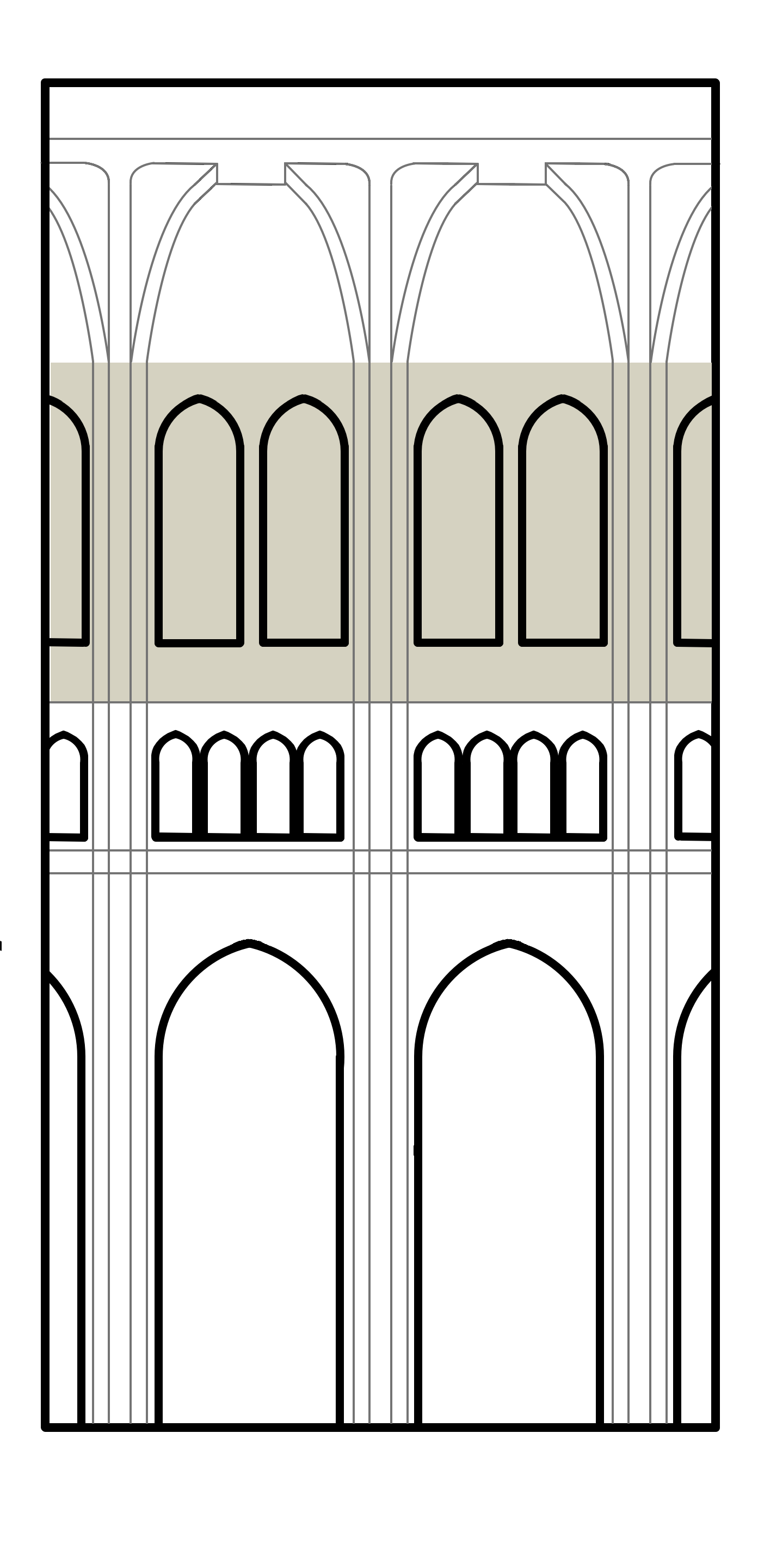
Cleristoriul unei catedrale gotice.

Cleristoriul, în arhitectură, este cel mai înalt nivel al navei dintr-o bazilică romană sau într-o biserică romanică sau gotică. Numele se datorează faptului că ferestrele forate în acesta permit luminii să pătrundă în interiorul clădirii. Cleristoriul fusese deja folosit de romani, influențat probabil de arhitectura elenistică, în bazilici, în băi sau în palate.
Uneori, ferestrele au forme mici, simple, rotunde, cvadrilobate sau de triunghiuri sferice. În clădirile mari cleristoriul este o structură importantă. Boltele încrucișate ale arhitecturii gotice concentrează greutatea și împingerea acoperișului, eliberând spațiu pe pereți pentru ferestre mai largi. În bisericile gotice, cleristoriul este împărțit în general de colonetele bolții în secțiuni.
Sub cleristoriu și deasupra arcadei, se pot introduce un etaj suplimentar, așa-zisul triforiu, care a contribuit semnificativ la creșterea înălțimii naosului gotic. Triforiul constă dintr-un pasaj îngust introdus în perete, sub ferestrele cleristoriului și deasupra galeriei mari ce dă spre culoarul lateral. Triforiul este deschis pe naos printr-unul din arcadele sale, adesea dublând sau triplând numărul de arcuri din compartiment. Termenul se aplică și templelor egiptene, unde lumina pătrundea în încăperile colonizate prin deschideri în pereții verticali de lângă copertură.

## Galerie

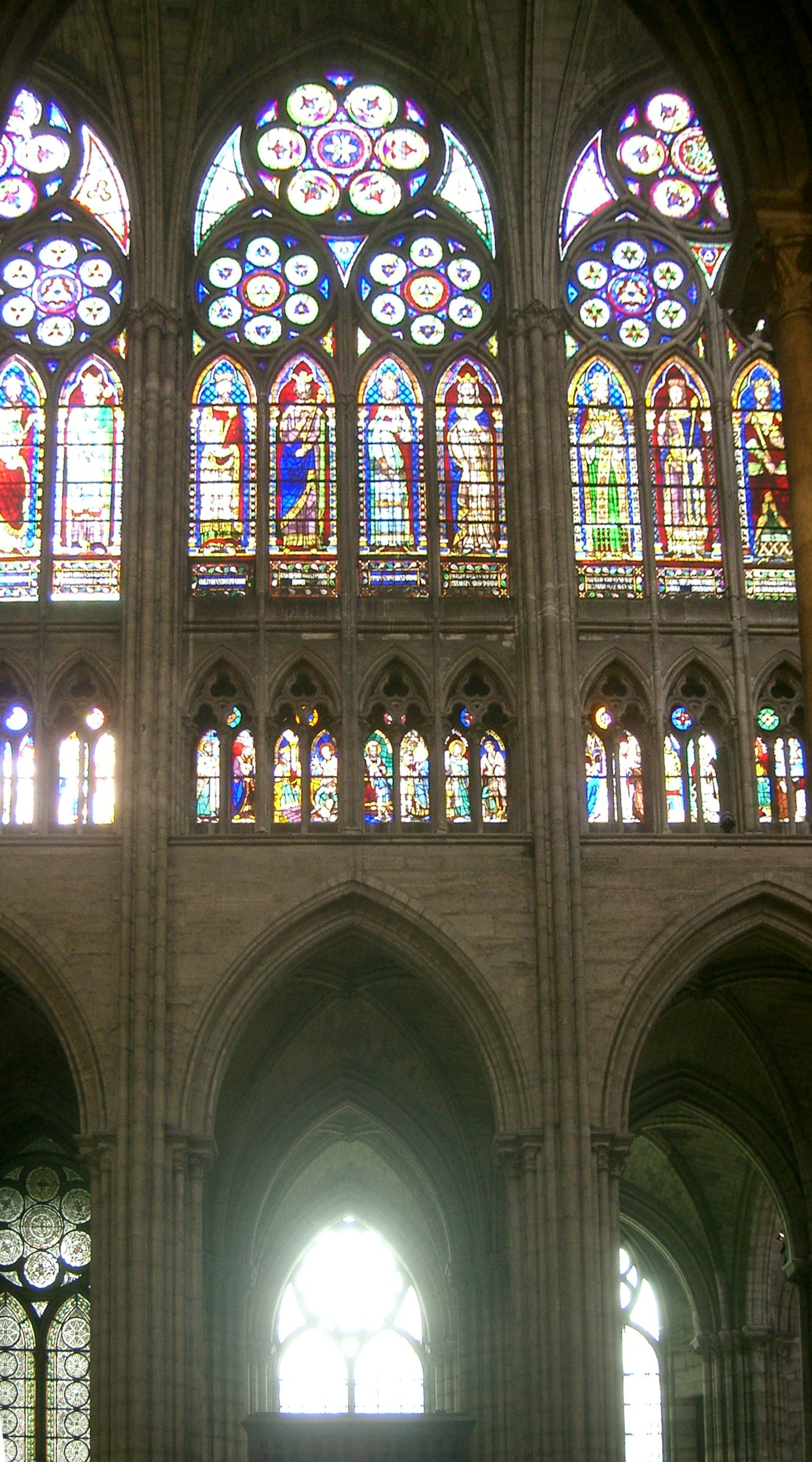
Cleristoriul Catedralei din Saint-Denis, Franța.
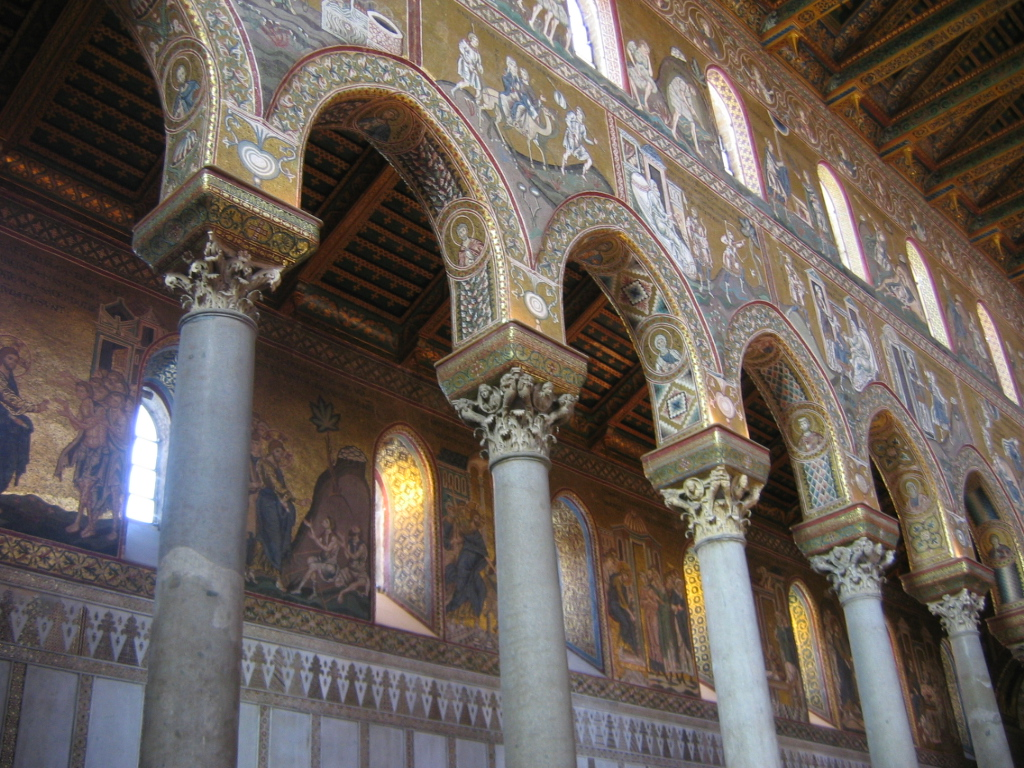
Cleristoriul bizantin fără trifor din Catedrala din Monreale, Italia.
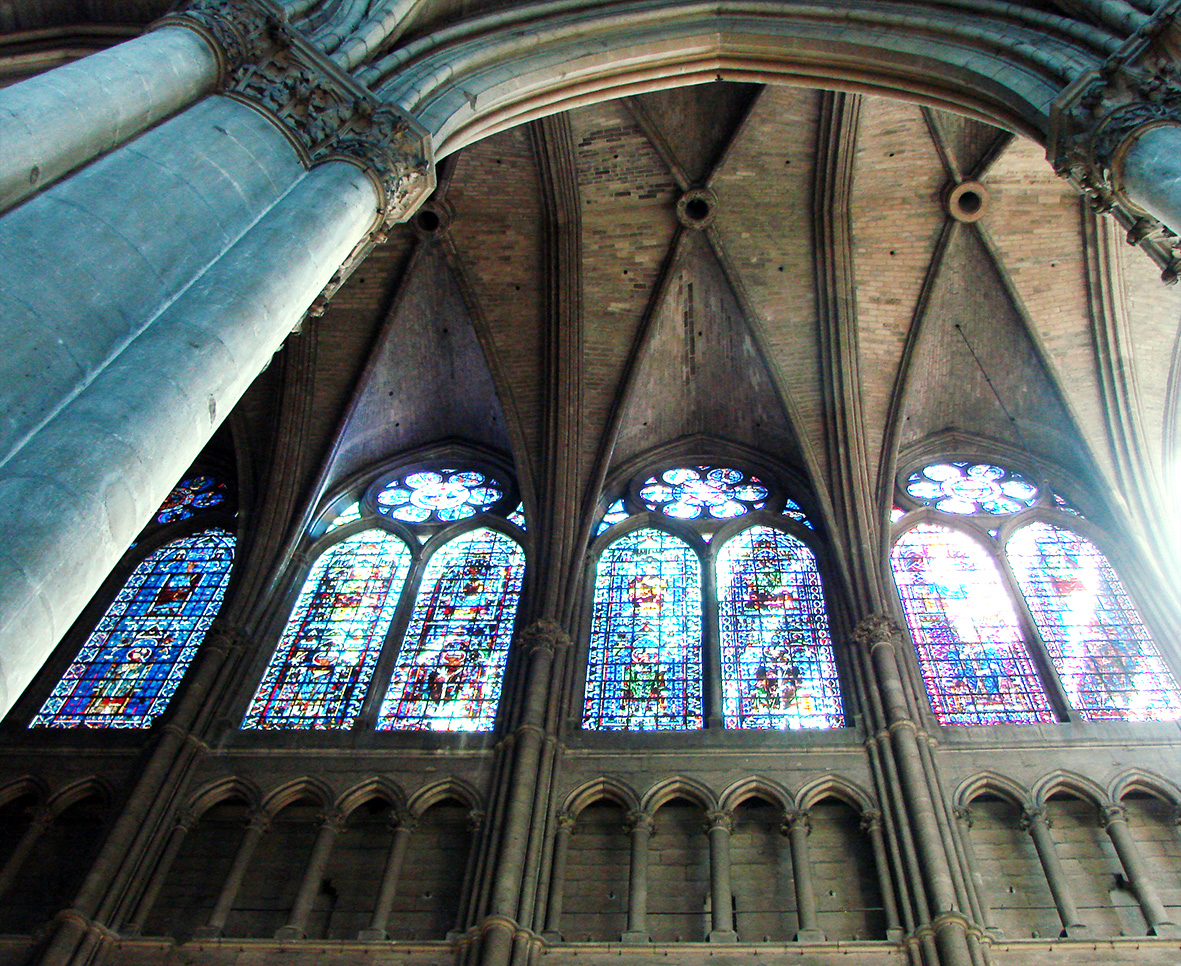
Cleristoriu cu ferestre bifore din Catedrala Notre-Dame din Reims, Franța.
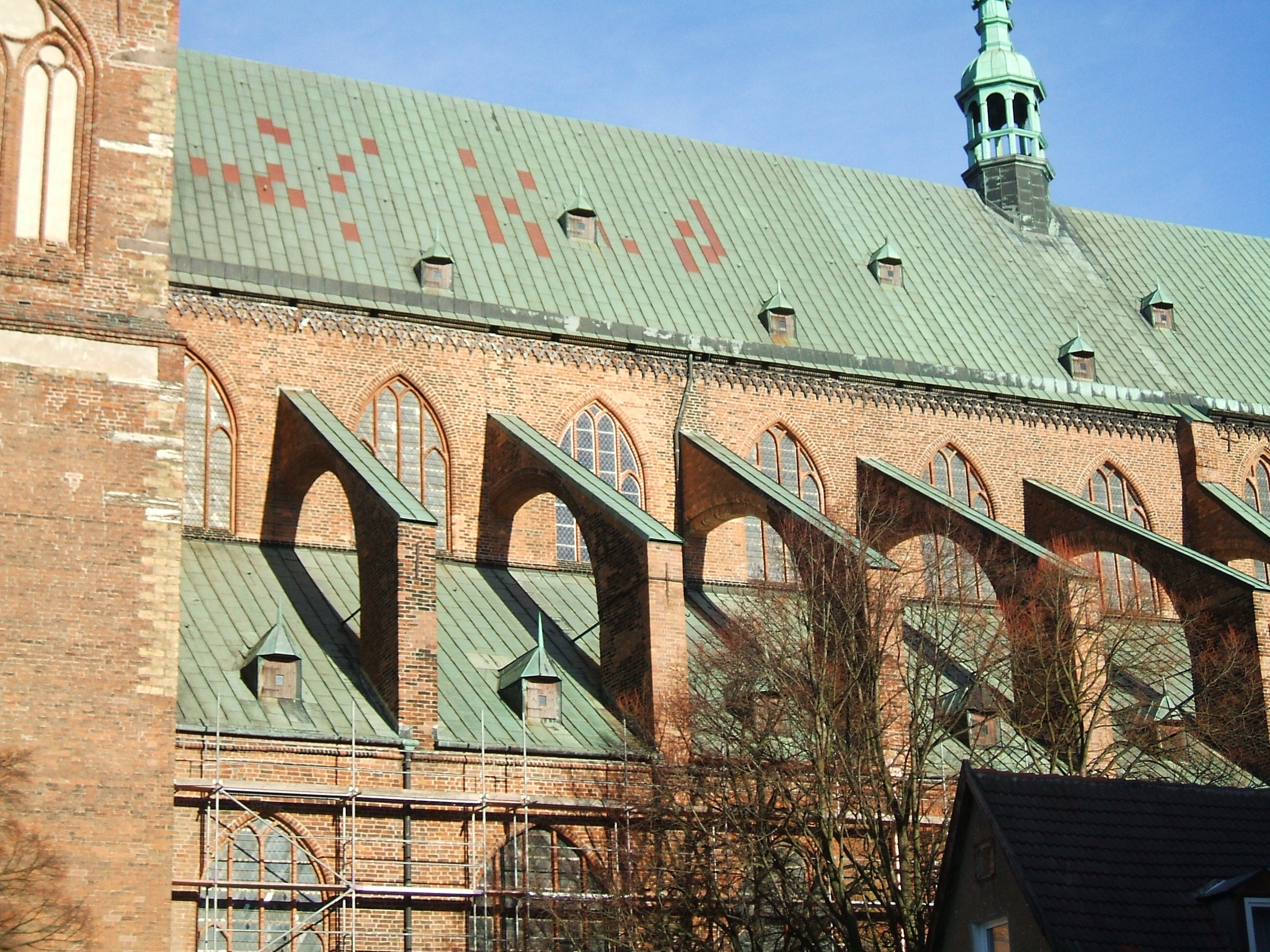
Biserica Sfântului Nicolae din Stralsund, Germania. Cleristoriul se poate vedea la nivelul dintre cele două acoperișuri verzi, întărite de niște arcuri butante.
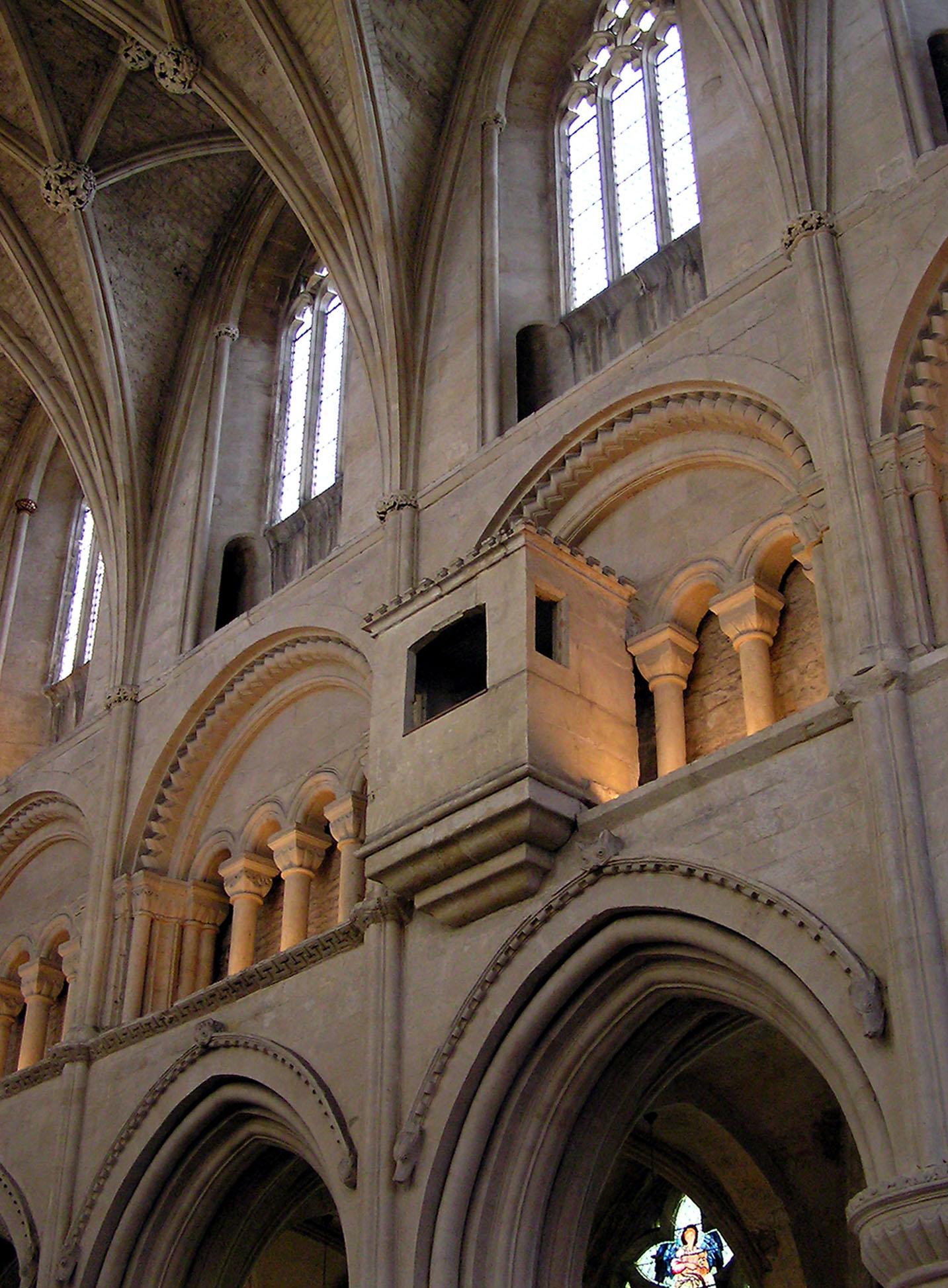
Abația din Malmesbury, Anglia. Zidul naosului este împărțit în trei zone: cea superioară cu ferestre este cleristoriul, sub ea se află triforiul, iar cea mai joasă este arcada.